# Kobiele Małe-Kolonia
Kobiele Małe-Kolonia – część wsi Kobiele Małe w Polsce, położona w województwie łódzkim, w powiecie radomszczańskim, w gminie Kobiele Wielkie.
W latach 1975–1998 Kobiele Małe-Kolonia administracyjnie należało do województwa piotrkowskiego.